# Космически център Танигашима
Космически център Танигашима (на японски: 種子島宇宙センター) е японски космодрум с площ от 9.7 квадратни километра. Намира се в югоизточната част на остров Танигашима на 40 км южно от Кюшу. Космодрумът е построен през 1969, когато е формирана Японската агенция за космическо развитие, а понастоящем е под опеката на Японската агенция за аерокосмически изследвания.
Част от дейностите, които се извършват в космодрума, са изграждане, тестване, изстрелване и проследяване на изкуствени спътници, както и тестване на ракетни двигатели. Това е най-големият център за космическо развитие в Япония.

## Съоръжения
Основните съоръжения на космодрума включват:
- Комплекс за изстрелвания "Yoshinobu" - комплекс за изстрелвания на големи ракети от рода на H-IIA
- Сграда за Сглобяване на Космически Апарати (Vehicle Assembly Building)
- Втора Сграда за Изпитване и Сглобяване на Космически Апарати
- Контролен център "Takesaki"

Тези съоръжения се използват за извършване на различни операции - сглобяване на ракети-носители, поддръжка, инспекции, крайни проверки на спътници, зареждане на спътници на ракети-носители, изстрелване на ракети и проследяване на ракети-носители след излитане. Като важна част от съоръженията за космическо развитие на Япония Космическият център Танигашима играе ключова роля за изстрелването в орбита на сателити.
Изстрелването в орбита на ракети от серията H-IIA се случва на Комплекса за изстрелвания "Yoshinobu". На космодрума има и спомагателни сгради, които служат за сглабяне на космически апарати, както и за радарно и оптично проследяване на вече изстреляни космически апарати. Интересен е фактът, че Сградата за Сглобяване на Космически Апарати (Vehicle Assembly Building) държи рекорда на Гинес за най-голяма плъзгаща врата в света. Вратата се състои от две крила, всяко с тегло от 400 тона, височина от 67.5 метра, широчина 27 метра и дебелина - 2.5 метра.
През 1992 излиза от употреба Комплексът за изстрелвания "Osaki". Той е използван за изстрелването и развитието на ракетите N-I, N-II и H-I.
В близост до космическия център се намира и Музеят на Космическата Наука и Технологията. Той предлага интерактивен поглед върху историята на ракетостроенето в Япония.